# Cenon-sur-Vienne
Cenon-sur-Vienne è un comune francese di 1 875 abitanti situato nel dipartimento della Vienne, nella regione della Nuova Aquitania.

## Società

### Evoluzione demografica
Abitanti censiti